# Глімбока
Глімбока (рум. Glimboca) — комуна у повіті Караш-Северін в Румунії. До складу комуни входить єдине село Глімбока.
Комуна розташована на відстані 319 км на північний захід від Бухареста, 39 км на північний схід від Решиці, 89 км на схід від Тімішоари.

## Населення
За даними перепису населення 2002 року у комуні проживали 1930 осіб.
Національний склад населення комуни:
| Національність | Кількість осіб | Відсоток |
| -------------- | -------------- | -------- |
| румуни         | 1911           | 99,0%    |
| цигани         | 8              | 0,4%     |
| угорці         | 6              | 0,3%     |
| німці          | 4              | 0,2%     |
| українці       | 1              | 0,1%     |

Рідною мовою назвали:
| Мова       | Кількість осіб | Відсоток |
| ---------- | -------------- | -------- |
| румунська  | 1925           | 99,7%    |
| німецька   | 2              | 0,1%     |
| угорська   | 1              | 0,1%     |
| циганська  | 1              | 0,1%     |
| українська | 1              | 0,1%     |

Склад населення комуни за віросповіданням:
| Релігія       | Кількість осіб | Відсоток |
| ------------- | -------------- | -------- |
| православні   | 1513           | 78,4%    |
| баптисти      | 239            | 12,4%    |
| п'ятдесятники | 147            | 7,6%     |
| римо-католики | 18             | 0,9%     |
| адвентисти    | 9              | 0,5%     |
| лютерани      | 2              | 0,1%     |
| реформати     | 1              | 0,1%     |
| бретрени      | 1              | 0,1%     |

## Зовнішні посилання
- Дані про комуну Глімбока на сайті Ghidul Primăriilor [Архівовано 25 лютого 2013 у Wayback Machine.]